# サリニツァ川 (ルーシ)
サリニツァ川（ロシア語: Сальница）はルーシの年代記（レートピシ）上に見られる川である。現在の河川との同定には諸説ある。
（留意事項）：本頁の河川は現在の国際河川を含む。便宜上ロシア語を用いて記述する。
サリニツァ川は、イパーチー年代記の1111年のサリニツァ川の戦い、1185年のイーゴリによるポロヴェツ遠征にその名がみられ、どちらもルーシ諸公とポロヴェツ族との戦闘に関する記述の中で言及されている。1185年の記述では、ノヴゴロド・セヴェルスキーを発したイーゴリ軍はドネツ川を渡河しオスコル川へ到着すると、クルスクからの弟フセヴォロド軍と合流、その後サリニツァ川へと至っている。また、1627年に編纂された大地図の書(ru)では、サリニツァ川はイジュム（ドネツ川沿いの、現ウクライナハルキウ州の都市）とイジュメツ川（現イジュム市内でスホイ・イジュメツ川(ru)がモクルィー・イジュメツ川に合流している。モクルィー・イジュメツ川はさらにドネツ川へ合流する。）の間で、ドネツ川右岸に合流する河川と説明されている。
これらの史料により、サリニツァ川はドネツ川水系の支流のうちのいずれかと考えるのが、おおよそ一般的な見方である。ただし位置についての決定的な説は打ち出されていない。なお、サリニツァ川の位置についての最も古い論述者は帝政ロシア期の学者V.タティーシチェフ(ru)であり、大地図の書の記述をそのまま採用している。